# Ampulex honesta
Ampulex honesta är en  stekelart som beskrevs av Kohl 1893. Ampulex honesta ingår i släktet Ampulex och familjen Ampulicidae. Inga underarter finns listade i Catalogue of Life.